# Musilus
Musilus war ein antiker römischer Toreut (Metallbearbeiter), der in der zweiten Hälfte des 1. Jahrhunderts in Niedergermanien oder Oberitalien tätig war.
Musilus ist heute nur noch aufgrund eines Signaturstempels auf einer Bronzekelle bekannt. Diese wurde in einer Grabkammer in Rábakovácsi, Sárvár, Komitat Vas in Ungarn, gefunden. Heute befindet sich das Stück im Savaria Múzeum in Szombathely.

## Einzelbelege
1. ↑  Inventarnummer 62. 6. 2/a; Richard Petrovszky: Studien zu römischen Bronzegefäßen mit Meisterstempeln. Leidorf, Buch am Erlbach 1993, S. 273, Nr. M.09.01.

| Personendaten    | Personendaten                              |
| ---------------- | ------------------------------------------ |
| NAME             | Musilus                                    |
| KURZBESCHREIBUNG | antiker römischer Toreut                   |
| GEBURTSDATUM     | 1. Jahrhundert v. Chr. oder 1. Jahrhundert |
| STERBEDATUM      | 1. Jahrhundert oder 2. Jahrhundert         |